# Pejeng Kawan
Pejeng Kawan est une commune indonésienne de la province de Bali.